# تيري مارش (ملاكم)
تيري مارش (بالإنجليزية: Terry Marsh)‏ مواليد 7 فبراير 1958، هو ملاكم إنجليزي. حقق بطولة الاتحاد الدولي للملاكمة.

## إحصائيات
خاض خلال مسيرته 27 نزالا، فاز في 26 وتعادل في 1 ولم يخسر. فاز بالضربة القاضية في 10 نزالا.

## روابط خارجية
- تيري مارش على موقع بوكس ريك (الإنجليزية) (registration required)